# Сражение на Колокше (1177)
Сражение на Колокше — сражение зимы 1177 года между полками великого князя Владимирского Всеволода Юрьевича Большое Гнездо и его черниговских союзников с рязанско-половецким войском Глеба Ростиславича, поддерживающего племянников Всеволода в их борьбе за власть во Владимиро-Суздальском княжестве, Мстислава и Ярополка Ростиславичей.

## Предпосылки
Глеб Рязанский, женатый на сестре Мстислава и Ярополка, оказывал им поддержку начиная с самого 1174 года, когда в ходе изгнания из Владимира Михаила Юрьевича пограбил город и вывез из него икону Богородицы. Однако, при угрозе похода на Рязань утвердившихся в 1175 году в Северо-Восточной Руси Михаила и Всеволода вынужден был вернуть добычу.
Мстислав Ростиславич потерпел решающее поражение под Юрьевом от Всеволода 27 июня 1176 года, и вынужден был оставить не только вновь занятый им Ростов, но и Новгород. В Новгороде был принят на княжение племянник Всеволода Ярослав Мстиславич Красный, названный летописью его сыном.
Мстислав бежал в Рязань и уже осенью вместе с Глебом организовал поход на Москву и сжёг её, а выступивший против них из Владимира Всеволод был встречен новгородским посольством за Переяславлем под Шернским лесом с предложением провести против рязанцев совместный поход, соответственно отложив его. Однако, указания на участие новгородцев в последующей битве отсутствуют.
В Коломне к Всеволоду присоединились черниговские княжичи Олег и Владимир Святославичи с войском, племянник Владимир Глебович переяславский. Всеволод дошёл до Коломны, когда узнал о том, что Глеб с половцами уже ушёл к Владимиру иным путём, и пошёл вслед за ним.

## Ход сражения
Войска противников встретились у Колокши. Глеб, уже пограбив окрестности Владимира и взяв пленных, стоял на её восточном берегу.
Всеволод отправил обозы на занятый противником берег, Глеб направил на их захват Мстислава Ростиславича, а Всеволод для их прикрытия — Владимира Глебовича с частью владимирской дружины, чтобы обеспечить им успех. Между тем основные силы владимирцев и черниговцев заняли пассивную позицию на Прусковой горе.
Основные силы Глеба с Ярополком в свою очередь перешли реку на западный берег для атаки, но когда приблизились к горе на расстояние полёта стрелы, стало известно о поражении и бегстве Мстислава. Глеб и его союзники из-за угрозы окружения отказались от атаки и побежали, тогда Всеволод перешёл в наступление, противник понёс огромные потери убитыми и пленными.

## После сражения
20 февраля 1177 года войско победителя вернулось во Владимир. Всеволод одержал окончательную победу в борьбе за владимирское наследство.
Мстислав, Глеб, его старший сын Роман и многие знатные бояре Рязани были взяты в плен. Ярополку удалось бежать и скрыться в рязанской земле. Тогда Всеволод направил в Рязань посла со словами: «Вы имеете нашего ворога, али иду к вам». Рязанцы «ехавше в Воронежь, яша его сами и приведоша его в Володимерь».
Мстислав и Ярополк были посажены в поруб, а при возникновении волнений во Владимире ослеплены и отпущены (затем приняты в Новгороде). Затем Ярополк ещё единожды брался в плен Всеволодом (в 1180 в Торжке) и единожды выдавался враждовавшими с Всеволодом Ольговичами в соответствии с условиями мира (1196). Глеб остался в плену, отказавшись от предложения свободы в обмен на обещание уйти из Рязани и уехать на юг и вскоре умер в заточении (1177). Попытка заступничества за него Мстислава из смоленских Ростиславичей, женатого на его дочери, была безуспешной. В последующем Всеволод путём многократных интервенций удерживал Рязанское княжество под своим контролем.